# Sudeste Paraense
Sudeste Paraense is een van de zes mesoregio's van de Braziliaanse deelstaat Pará. Zij grenst aan de mesoregio's Nordeste Paraense, Sudoeste Paraense, Oeste Maranhense (MA), Nordeste Mato-Grossense (MT) en Ocidental do Tocantins (TO). De mesoregio heeft een oppervlakte van ca. 297.344 km². In 2006 werd het inwoneraantal geschat op 1.412.777.
Zeven microregio's behoren tot deze mesoregio:
- Conceição do Araguaia
- Marabá
- Paragominas
- Parauapebas
- Redenção
- São Félix do Xingu
- Tucuruí

Mesoregio's: Baixo Amazonas · Marajó · Metropolitana de Belém · Nordeste Paraense · Sudeste Paraense · Sudoeste Paraense

Microregio's: Almerim · Altamira · Arari · Belém · Bragantina · Cametá · Castanhal · Conceição do Araguaia · Furos de Breves · Guamá · Itaituba · Marabá · Óbidos · Paragominas · Parauapebas · Portel · Redenção · Salgado · Santarém · São Félix do Xingu · Tomé-Açu · Tucuruí